# Deutsche Klinik Santiago

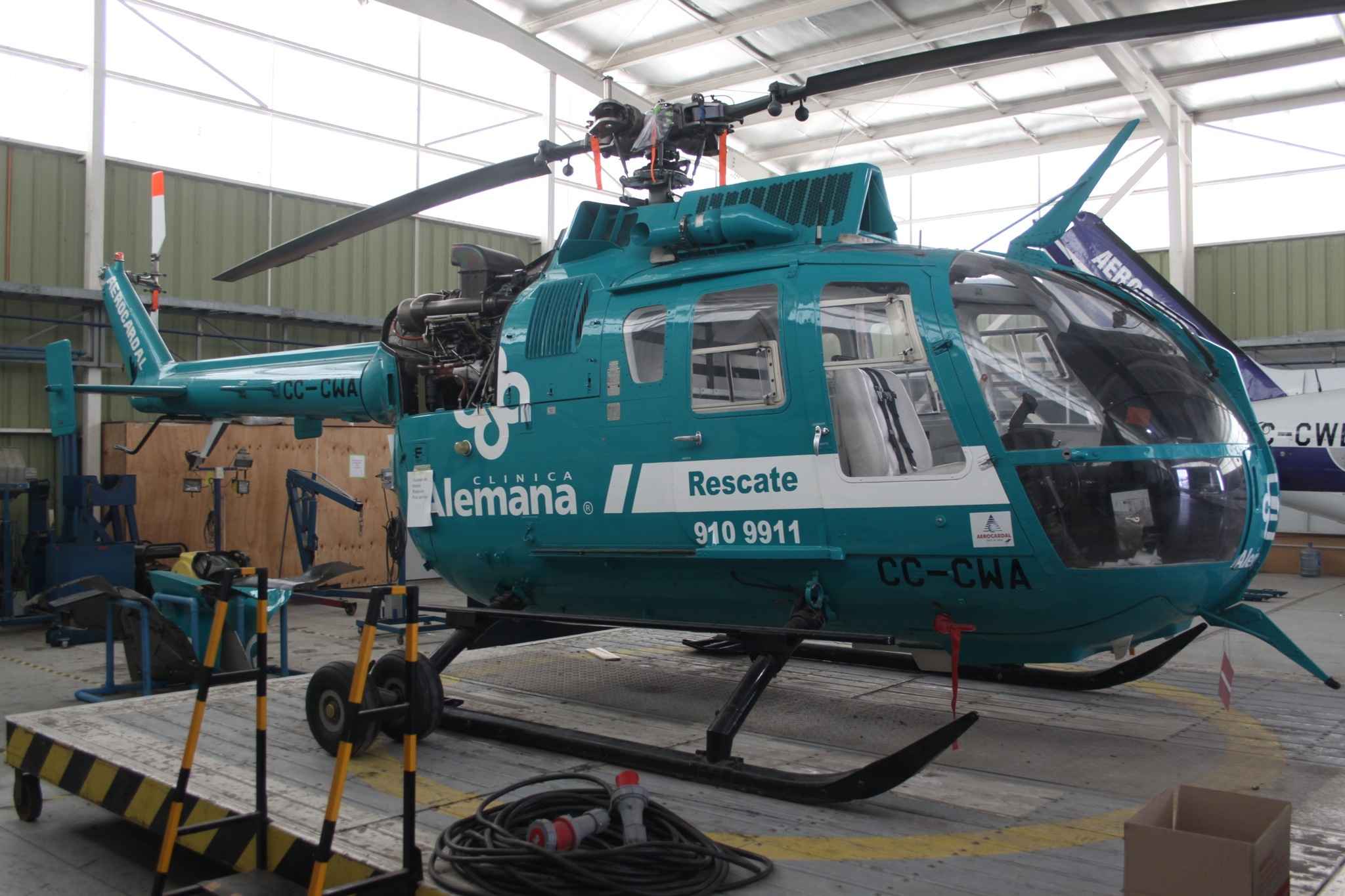
Rettungshubschrauber der Klinik

Die Deutsche Klinik Santiago (span. Clínica Alemana Santiago) ist ein privates Gesundheitszentrum mit Hauptsitz in der chilenischen Gemeinde Vitacura in Santiago de Chile. Seit 2012 ist sie Teil der Grupo Alemana SpA, einem Konsortium, das alle deutschen Kliniken des Landes verwaltet: Santiago, Temuco und Valdivia.

## Geschichte
Die Klinik wurde am 5. Juli 1905 von der Wohltätigkeitsorganisation Sociedad de Beneficencia Hospital Alemán, einer Gruppe von Deutschstämmigen in der chilenischen Hauptstadt, gegründet. Zunächst war die Klinik ab 1918 in der Calle Dávila Baeza in der heutigen Gemeinde Recoleta untergebracht, bis die Immobilie im Jahr 1970 verkauft wurde. Mit dem Geld aus dem Verkauf, ergänzt durch Zuschüsse des Evangelischen Entwicklungsdienstes, wurde am heutigen Standort eine größere Klinik errichtet, die mehr medizinische Fachrichtungen aufnehmen konnte und im März 1973 eingeweiht wurde.
2000 wurde die Trägergesellschaft umstrukturiert und in Corporación Chileno-Alemana de Beneficencia (Deutsch-Chilenische Wohltätigkeitsgesellschaft) umbenannt.
Laut dem AméricaEconomía Intelligence-Ranking, das Gesundheitszentren und ihre Qualität bewertet, rangiert die Deutsche Klinik Santiago seit 2008 auf Platz eins der Gesundheitszentren in Hispanoamerika und auf Platz zwei in Lateinamerika, nach dem Israelitischen Albert-Einstein-Krankenhaus von São Paulo, Brasilien.